# Arènes Le Palio
Les arènes du Palio se situent sur la commune d'Istres, dans le département français des Bouches-du-Rhône. Elles ont une capacité d'accueil de 2 777 places assises et possèdent une piste de 45 mètres de diamètre.

## Présentation
Construite sur le site des anciennes arènes de la commune, les arènes du Palio abordent une architecture moderne avec une partie des gradins couverts. Une feria y est organisée chaque année.

## Historique
Arènes fixes depuis 1903, elles ont été reconstruites en 1935, puis de nouveau en 1945, 1974 et 2001. Il s'y déroule des corridas formelles dites courses espagnoles ainsi que des courses camarguaises dont la proportion était, en 2010, de 3 corridas pour 4 courses camarguaises. La feria a lieu fin juin début août, 